# 迈克尔·惠利
迈克尔·惠利（英語：Michael Wherley，1972年3月15日—），美国男子赛艇运动员。他曾代表美国参加世界赛艇锦标赛，获得三枚金牌、一枚银牌和一枚铜牌。他也参加了2000年和2004年夏季奥运会。